# Caryota zebrina
Caryota zebrina är en enhjärtbladig växtart som beskrevs av Hambali och Al. Caryota zebrina ingår i släktet Caryota och familjen Arecaceae. Inga underarter finns listade i Catalogue of Life.